# Adam Wylęgała
Adam Aleksander Wylęgała – polski okulista, profesor nauk medycznych. Adiunkt Katedry Patofizjologii Śląskiego Uniwersytetu Medycznego w Katowicach.

## Życiorys
Syn prof. Edwarda Wylęgały, także lekarza okulisty.
Dyplom lekarski uzyskał w 2014 roku na Uniwersytecie Medycznym we Wrocławiu. Część studiów medycznych odbył na Uniwersytecie w Tybindze (2011/2012).
Stopień doktorski w dyscyplinie biologia medyczna uzyskał w Śląskim Uniwersytecie Medycznym w 2015 roku na podstawie rozprawy „Wpływ metamfetaminy na wybrane białka połączeń ścisłych komórek bariery krew-mózg” (promotorem był Michał Toborek, profesor biochemii i biologii molekularnej w Miller School of Medicine University of Miami).
Szkolenie specjalizacyjne z okulistyki odbył jako rezydent w latach 2016–2020 w dwóch szpitalach: Wojewódzkim Szpitalu Specjalistycznym nr 5 im. św. Barbary w Sosnowcu oraz w Okręgowym Szpitalu Kolejowym w Katowicach. W 2018 roku zdał egzaminy International Council of Ophthalmology (basic science oraz optics and refraction).
Habilitował się w ŚUM w 2021 roku na podstawie oceny dorobku naukowego i cyklu publikacji pod tytułem „Nowoczesne zastosowania Optycznej Koherentnej Tomografii w okulistyce”. W tym samym roku zdał europejski egzamin specjalizacyjny z okulistyki uzyskując prawo do posługiwania się tytułem FEBO, czyli Fellow of the European Board of Ophthalomology. W 2021 roku był również stypendystą Polsko-Amerykańskiej Komisji Fulbrighta (program Senior Award 2020-21) w Bascom Palmer Eye Institute w USA. W 2025 roku otrzymał tytuł naukowy profesora nauk medycznych.
Staże zagraniczne odbył w University of Kentucky, Schepens Eye Research Institute (Harvard Medical School), w klinice okulistycznej Uniwersytetu Kraju Saary, Uniwersytetu Wschodniej Finlandii w Kuopio oraz w klinice San Raffaele w Mediolanie.
Od czerwca 2020 roku pracuje jako adiunkt w Katedrze Patofizjologii (Zakład Promocji Zdrowia i Leczenia Otyłości) Wydziału Nauk Medycznych w Zabrzu ŚUM.
Zainteresowania badawcze A. Wylęgały dotyczą głównie obrazowania okulistycznego gałki ocznej (przedniego i tylnego odcinka).
Jest wiceprezesem katowickiej Fundacji Polska Akademia Okulistyki założonej przez jego ojca, prof. Edwarda Wylęgałę (w skład zarządu fundacji wchodzą także prof. Anna Nowińska oraz prof. Sławomir Teper).

## Publikacje
Autor książki „Ultrasonografia okulistyczna" (wyd. Alfa Medica Press, Bielsko-Biała 2022, ISBN 9788375221886) oraz współautor (wraz z ojcem) opracowania „Clinical atlas of anterior segment OCT" (wyd. KM Studio, Katowice 2024, ISBN 9788397021303).
Współautor i autor prac naukowych publikowanych m.in. w takich czasopismach jak: „Progress in Retinal and Eye Research", „American Journal of Ophthalmology", „Cornea" oraz „Acta Ophthalmologica".